# 古史新證
《古史新證》是王國維先生在清華國學研究院擔任導師期間開設“古史新證”課程的講義。書中提出的“二重證據法”是中國近代史學史上的一座里程碑，影響極其深遠。

## 內容
王國維先生指出：“吾輩生於今日，幸於紙上之材料外更得地下之新材料，由此種材料，我輩固得據以補正紙上之材料，亦得證明古書之某部分全為實錄；即百家不雅馴之言，亦不無表示一面之事實。此二重證據法，惟在今日始得為之。雖古書之未得證明者，不能加以否定；而其已得證明者，不能不加以肯定，可斷言也。”並且親自實踐“二重證據法”這一理論，在《古史新證》中將傳世文獻（《尚書》、《左傳》《戰國策》、《史記》等）和地下新材料（甲骨、金文）相結合，考證殷周世系，因之推想夏氏世系。

## 目錄
第一章 總論
第二章 禹
第三章 殷之先公先王
第四章 商諸臣
第五章 商之諸侯及都邑
殷周制度論
說自契至於成湯八遷
說商
說亳
秦都邑考
最近二三十年中中國新發見之學問
中國歷代之尺度
度量權衡變遷之定例
宋代之金石學
簡牘檢署考
王觀堂先生尚書講授記